# Maihar
Maihar (en hindi: मैहर ) es una localidad de la India en el distrito de Satna, estado de Madhya Pradesh.

## Geografía
Se encuentra a una altitud de 355 m s. n. m. a 446 km de la capital estatal, Bhopal, en la zona horaria UTC +5:30.

## Demografía
Según estimación 2010 contaba con una población de 42 554 habitantes.